# Philip Mennell
Philip Mennell (Newcastle upon Tyne, 10 marzo 1851 – Londra, 19 ottobre 1905) è stato un giornalista e editore inglese naturalizzato australiano.
Amico del romanziere Hume Nisbet, enciclopedista e fellow della Royal Geographical Society, fu l'autore del Dictionary of Australasian Biography.

## Biografia
Quartogenito di George Mennell, un cokemaker, e di Hannah, nata Tuke, era il nipote di Samuel Tuke, il filantropo quacchero che promosse la riforma dei servizi di salute mentale. Dopo aver ricevuto un'istruzione privata, nel 1872 pubblicò il volume autobiografico  Lord John Manners, a Political Biography. Dopo essersi laureato in giurisprudenza ed essere divenuto avvocato, emigrò a Victoria, in Australia.
A partire dal maggio 1877 fu l'editore della rivista Advertiser della quale divenne comproprietario due anni dopo. Nel 1882, si stabilì a Melbourne, dove iniziò a collaborare al quotidiano locale The Age come sub-montatore e capo-sceneggiatore. Per sette anni, collaborò al periodico dall'Inghilterra, finché nel 1891 divenne il corrispondente australiano del Daily Chronicle. 

Nel 1892 pubblicò con l'editore Hutchinson & Co. di Londra il Dictionary of Australasian Biography, sottotitolato Comprising Notices of Eminent Colonists From the Inauguration of Responsible Government Down to the Present Time. Il Dizionario Biografico Australasiano presenta, attualmente di pubblico dominio, i profili biografici di 1.500 coloni australiani e neozelandesi, vissuti tra il 1885 e il 1892, anno nel quale diede anche alle stampe The Coming Colony ("La colonia in arrivo") inerente all'Australia occidentale.
A dicembre del 1892 divenne proprietario del periodico British Australasian and New Zealand Mai, che curò fino alla morte, sopraggiunta a Londra il 19 ottobre 1905.